# Jimmy Ryan
James „Jimmy“ Ryan (* 12. Mai 1945 in Stirling) ist ein ehemaliger schottischer Fußballspieler und -trainer. Als Flügelspieler war er Teil des erweiterten Kaders von Manchester United der 1960er-Jahre, ohne dort jedoch aus dem Schatten seiner Mitspieler heraustreten zu können. Später diente er dem Verein als Trainer in verschiedenen Funktionen, nachdem er bei Luton Town gleichsam als Spieler und Trainer erfolgreich gearbeitet hatte.

## Sportlicher Werdegang

### Spielerkarriere
Als Ryan im Alter von 17 Jahren für einen Klub mit dem Namen Cowie Hearts spielte, lud ihn ein schottischer Talentscout von Manchester United zu einem Probetraining ein. Dieses dauerte einen Monat und hatte zur Folge, dass er 1963 in Manchester anheuerte. Er debütierte im Mai 1966 bei einem 3:3 gegen West Bromwich Albion, nachdem er sich zuvor in der Reservemannschaft empfohlen hatte. Der Flügelspieler brachte mit Schnelligkeit, den Stärken im Dribbling und einer allgemein guten Physis die notwendigen Voraussetzungen für den Profibetrieb mit, aber in der hochkarätig mit Spielern wie George Best, Denis Law und Bobby Charlton besetzten Mannschaft zeigte er sich oft nervös. Ihm wurde attestiert, die Trainingsleistungen nur selten unter Wettkampfbedingungen bestätigen zu können. Zum Gewinn der englischen Meisterschaft 1967 sowie des Europapokals der Landesmeister 1968 trug er nur marginal bei. Nach gerade einmal 24 Erstligaeinsätzen in gut sieben Jahren wechselte er dann im April 1970 zum Zweitligisten Luton Town. Er war dabei einer von vier United-Spielern, die quasi „im Paket“ für 35.000 Pfund in Luton anheuerten.
Ryan blieb bis 1976 in Luton, war dort zumeist Stammspieler und größter Erfolg war 1974 der Erstligaaufstieg, zu dem er 40 Ligaeinsätze und sieben Tore beisteuerte – im Jahr darauf gelangen ihm weitere sieben Tore, aber die Klasse konnte nicht gehalten werden. Er wagte anschließend den Sprung über den Atlantik in die nordamerikanische NASL, um dort bis 1979 für Dallas Tornado zu agieren. Anschließend spielte er bis 1982 noch Hallenfußball in der Major Indoor Soccer League (MISL) in den Reihen der Wichita Wings.

### Traineraktivitäten
Insgesamt lebte Ryan acht Jahre in den Vereinigten Staaten und kehrte dann in seine englische Heimat zurück. Bei seinem alten Verein Luton Town übernahm er zunächst die Betreuung der Reservemannschaft. Als 1990 der Cheftrainer der ersten Mannschaft Ray Harford entlassen wurde, folgte ihm Ryan nach. In Luton, das wieder in der obersten englischen Spielklasse angekommen war, gelang Ryan zweimal in Folge der knappe Klassenerhalt am letzten Spieltag. Dennoch wurde er nach dem Ende der Saison 1990/91 und insgesamt 18 Monate als Hauptverantwortlicher durch David Pleat ersetzt.
Rund einen Monat danach lud ihn Alex Ferguson zu einer Rückkehr zu Manchester United ein. Ryan willigte ein und betreute bis zum Jahr 2000 das Reserveteam der „Red Devils“, bevor ihn Ferguson zum Kotrainer der ersten Mannschaft beförderte. Darüber hinaus war er übergangsweise von Dezember 1998 bis Februar 1999 Fergusons direkter Assistent gewesen, nachdem zuvor Brian Kidd den Verein in Richtung der Blackburn Rovers verlassen hatte. Am 19. Dezember 1998 vertrat Ryan zudem den kurzzeitig abwesenden Ferguson bei der 2:3-Heimniederlage gegen den FC Middlesbrough. Ryan wurde nach dem Weggang von Kidds Nachfolger Steve McClaren zum FC Middlesbrough im Jahr 2001 ein weiteres Mal Fergusons Assistent und behielte diese Position für genau eine Spielzeit, bevor dann Carlos Queiroz übernahm. Von 2002 bis 2012 arbeitete er als Direktor im Jugendbereich von Manchester United und war gemeinsam mit seinem Landsmann Brian McClair maßgeblich an der Talenteentwicklung beteiligt.